# Michael Erdmann

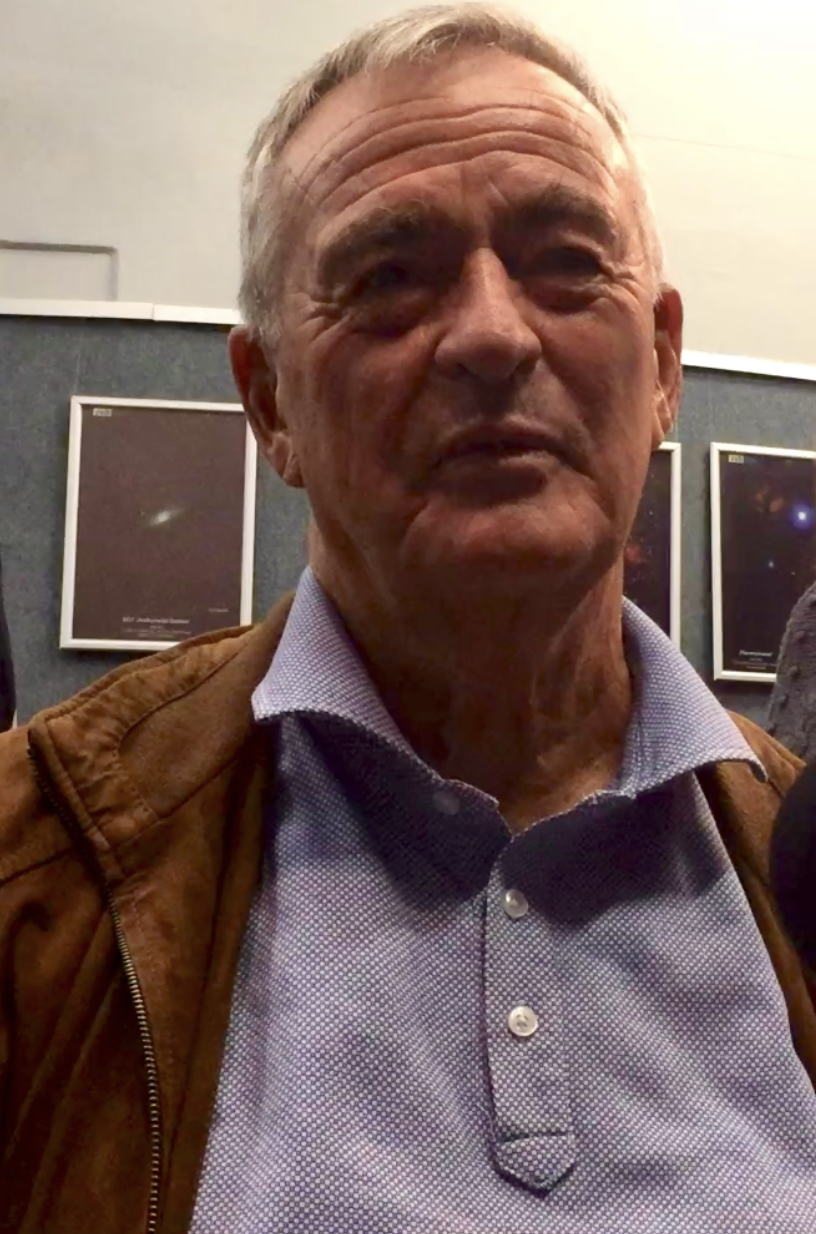
Michael Erdmann 2018 auf der BabCon Convention

Michael Erdmann ist ein deutscher Synchronregisseur, Synchronautor und Regisseur.

## Filmografie (Auswahl)

### Als Synchron-/Dialogregisseur
- 1976: Serpico
- 1981: Der Denver-Clan
- 1987: Raumschiff Enterprise – Das nächste Jahrhundert
- 1994: Babylon 5
- 1995: JAG – Im Auftrag der Ehre
- 2001: Emergency Room – Die Notaufnahme
- 2008: The West Wing – Im Zentrum der Macht